# العرافة (السدة)

تعديل مصدري - تعديل

العرافة هي إحدى قرى عزلة العرافة بمديرية السدة التابعة لمحافظة إب، بلغ تعداد سكانها 1879 نسمة حسب تعداد اليمن لعام 2004.